# Siegfried F. Hübner
Siegfried F. Hübner (* 1923 bei Bodenbach, Tschechoslowakei; † 15. März 2008) war ein deutscher Schusswaffenexperte und Autor. Er gilt als Begründer des Combatschießens in Europa.

## Leben
Hübner studierte zuerst Elektrotechnik und wurde nach Kriegsende Akustiker und HF-Ingenieur in diesem Bereich. Im Zweiten Weltkrieg diente er als Obergefreiter in der Luftwaffe. Nach dem Krieg und fast vier Jahren Aufenthalt in Frankreich kehrte er nach Deutschland zurück und arbeitete in der UKW-Rundfunk- sowie der Niederfrequenz-Akustik und später in der Fernsehtechnik bei einer Rundfunkanstalt. Durch seine berufliche Tätigkeit in der Akustik kam er wieder mit Schusswaffen in Berührung. 1966 schrieb er seinen ersten Artikel „Der Mündungsknall“ für das Deutsche Waffen-Journal. Diesem Artikel folgten weit über 100 weitere Artikel in deutschen und internationalen Fachzeitschriften, unter anderem im Deutschen Waffen-Journal, Deutsche Polizei, Der Kriminalist, Waffen-Revue, Internationaler Waffen-Spiegel, IWS France und vielbeachtete Beiträge in der renommierten amerikanischen Zeitschrift Guns & Ammo. Seine Artikel befassten sich alle mit Waffentechnik, Schalldämpfung, Holstern, Ballistik, Selbstschutz, Selbstverteidigung, Scharfschützen und Schießausbildung.
Hübner war Mitglied und Experte des American Pistol Institute (API), ebenso Mitglied und Experte der von Colonel Jeff Cooper begründeten South West Combat Pistol League (SWCPL), Mitglied der International Police Association (IPA) und als waffentechnischer Berater der Gewerkschaft der Polizei (GdP) in Baden-Württemberg ständig darum bemüht, dass die Polizei optimale Waffen und Ausbildungen erhält. In den USA war er als einer der wenigen “schießenden Schriftsteller” bekannt, die nicht nur viel schreiben, sondern die auch wirklich schießen und treffen können. Er war ständiger Mitarbeiter des Deutschen Waffen-Journals und Berater bei anderen Fachzeitschriften.

## Waffentechnik
Im Bereich der Waffentechnik hielt Hübner sechs Patente sowie zwei weitere in der Elektroakustik. In verschiedenen Waffenfabriken und bei Herstellern hat Hübner bei Neuentwicklungen von Waffen, Holstern und Munition geholfen; unter anderem war er auch an der Entwicklung der Glock-Pistolen beteiligt. Die von ihm entwickelten “Hübner-Spezial-Holster” wurden bei der österreichischen Sickinger GmbH gefertigt. Hübner hat darüber hinaus ausführliche Untersuchungen bei Mauser, Heckler & Koch und an der Erprobungsstelle der Bundeswehr angestellt.
Sein erstes Buch erschien 1967 unter dem Titel Der erste Treffer zählt. Es beschäftigte sich mit Faustfeuerwaffen, Munition und Schießtechniken. Nach zahlreichen Besuchen und Aufenthalten in den USA, bei denen er praktisches Wissen und weitere Combat-Schießausbildungen unter anderem bei Thell Reed, Chuck Taylor, Ray Chapman, Rex Applegate, Jack Weaver, Bill Jordan (USA) und Jim Cirillo erhielt, sowie seine eigenen praktischen Erfahrungen in der deutschen Luftwaffe nutzte, schrieb er das Buch Combatschießtechnik, das zum Basishandbuch für die damals neue Schießausbildung der deutschen Polizei wurde.

## Combatschießen
Seine Kenntnisse über Schieß- und Waffentechniken, Selbstschutz und Selbstverteidigung holte Hübner sich direkt an den Quellen und Brennpunkten im In- und Ausland. Er lernte beim FBI in Quantico und in Washington, bei der Police Academy von Smith & Wesson in Springfield, beim Los Angeles Police Department (LAPD), der Police Academy und dem Sheriffs Department von Los Angeles, den SWAT-Teams in Atlanta, Miami, New Mexico und Denver, der New York-Police Academy, den Texas Rangers in Austin, El Paso, Laredo, Lobock und San Antonio, bei der mexikanischen Polizei am Instituto Policia in Mexiko-Stadt und in Puebla. Er erlernte außerdem neue Ausbildungsverfahren und Schießtechniken bei der Polizei in Pretoria und in Salisbury im damaligen Rhodesien (heutiges Simbabwe).
Im Jahre 1970 lernte Hübner durch den amerikanischen Colonel Jeff Cooper, einen der besten Schießausbilder der USA, an dessen Gunsite Training Center nahe Paulden die neue Combatschießtechnik mit dem Weaver Stance kennen, und brachte diese nach Europa, nachdem er von Cooper im Combatschießen ausgebildet worden war. Auf seinen weiten internationalen Reisen und langen Auslandsaufenthalten lernte er von den besten Schützen Mexikos, u. a. beim mexikanischen FBI und der Leibwache in Mexiko-Stadt, und in den Ländern Südamerikas und Südafrikas weitere, bei uns unbekannte Schießtechniken (z. B. den Yaqui-Hüftschuß und die Santiago-Deutschußtechnik). In Mexiko ist er ab 1972 mehrmals gewesen, um dort von den besten Schießausbildern, Comandante Luquin und Coronel Quinn Y Gonzales, zu lernen. Neben der erwähnten Yaqui-Schießtechnik auch den Mexican Defense Parcours, das mexikanische Combatschießen. In Argentinien besuchte er die Academia de Policia in Buenos Aires und in Brasilien die Polizeiakademie in Rio de Janeiro. Dies wurde in seinen nächsten beiden Büchern Verteidigungsschießtechnik und Survival-Schießen veröffentlicht. Später kam noch die neue Cirillo-Combatschießtechnik von Jim Cirillo und Erfahrungen von Colonel Rex Applegate aus den USA hinzu.
In Europa war Hübner beispielsweise in der Polizeischießschule von Raymond Sasia, dem Direktor der französischen Police nationale in Paris (der 1962 die FBI-Akademie in Quantico in Virginia besuchte und die FBI-Schießtechnik nach Europa gebracht hatte), in der Polizeischule und dem Schießzentrum in Egedem in Belgien, bei der Kantonspolizei in Zürich und in Bern, dem Sicherheitsbüro in Wien sowie dem Scotland Yard in London, sowie auch an vielen Ausbildungsstätten von Polizei und Bundesgrenzschutz in Deutschland, z. B. bei der GSG 9 in Sankt Augustin, dem SEK Baden-Württemberg in Göppingen und dem LKA in Stuttgart. Noch während er selbst bei Colonel Conway und Oberst Joast beim österreichischen Bundesheer als Scharfschütze ausgebildet wurde und selber Scharfschützen von Armee und Polizei ausbildete, schrieb er das Buch Scharfschützen-Schießtechnik.
Durch seine vielen Reisen hat Hübner umfangreiche Kenntnisse über internationale Schießausbildungen bei Polizei und Armeen in der westlichen Welt bekommen und war der erste deutsche Experte mit diesen internationalen Erfahrungen.

## Tätigkeit als Ausbilder
Seine Kenntnisse gab Hübner in speziellen Kursen in Deutschland, Österreich und der Schweiz an Waffenscheininhaber und Polizeibeamte in Combat-Schießlehrgängen weiter. In seinen CCC-Combatschießkursen vermittelte Hübner als Combatschießausbilder sein Wissen an die Polizei und an Spezialeinheiten sowie an die Armeen in Deutschland, Schweiz, Österreich, Spanien, Frankreich, Italien und anderen Staaten. Weitere CCC-Combatschießkurse hielt er außerdem in Peru, Mexiko, Südafrika und anderen südlichen Ländern ab. Er schrieb insgesamt über 20 Bücher, von denen das Buch Survival-Schießen und andere auch in die französische, englische, italienische und spanische Sprache übersetzt wurden.

## Veröffentlichungen
- Der erste Treffer zählt. 2009, ISBN 3936632618
- Combatschießtechnik 1978, OCLC 313952055
- Verteidigungsschießtechnik
- Waffentechnik, 1974, OCLC 89298760
- Der internationale Polizei-Combat-Parcours
- Survival-Schießen
- Defenca
- Silencers For Hand Firearms, 1976 ISBN 0873640551
- Selbstschutz vor Verbrechen
- Sicherheitsprogramm
- Radikale Combat-Schießtechniken Gestern und Heute. 1998, ISBN 978-3-923995-14-1
- Scharfschützenschießtechniken. 1999, ISBN 3-923995-16-4
- Selbstschutztechnik. 2001, ISBN 3-923995-20-2
- Tirs de combat : techniques nouvelles du tir de police, 1982 OCLC 461616023

## Patente (Auswahl)
- Patent  DE1247403B: Klangregelschaltung für NF-Verstaerker. Veröffentlicht am 17. August 1967, Erfinder: Siegfried F. Hübner.‌
- Patent  DE1279508B: Schalldaempfer für Schusswaffen. Veröffentlicht am 3. Oktober 1968, Erfinder: Siegfried F. Hübner.‌
- Patent  DE2113592A1: Visiereinrichtung für Schusswaffen. Veröffentlicht am 21. September 1972, Erfinder: Siegfried F. Hübner.‌